# جبرائيل الصهيوني
جبرايل الصهيوني Gabriel Sionita (ت. 1058 هـ / 1648 م) هو رجل دين ماروني من بلدة اهدن من عائلة كرم.
هو جبرائيل الصهيوني، الاهدني، الماروني. ثم استدعاه من قبل لويس الثالث عشر إلى باريس عام 1614 م ليكون مترجماً عربياً له. كما اشترك في «الكتاب المقدس المتعدد اللغات» La Polyglotte الذي كان يصدره Guy Michel Le Jay.